# Ape Action Africa
Ape Action Africa, (AAA), (ранее англ. Cameroon Wildlife Aid Fund, CWAF) — британская благотворительная некоммерческая организация, расположенная в Яунде, Камерун. Основана в 1996 году, занимается защитой и сохранением горилл и шимпанзе, оказавшихся на грани исчезновения из-за распространения незаконной торговли их мясом в Западной Африке.
Программа Ape Action Africa по защите и сохранению вымирающих видов обезьян в Национальном парке Мефу является крупнейшим проектом такого рода в Африке.

## Основные данные
Ape Action Africa, ранее Фонд помощи дикой природе Камеруна, создана в 1996 году Крисом Митчеллом, и первоначально её основной целью было улучшение условий жизни приматов в Зоопарке Яунде (Mvog-betsi) в сотрудничестве с Бристольским зоопарком и Министерством окружающей среды Камеруна, а также просветительская образовательная программа.
В 2000 CWAF расширила свою деятельность, создав, также при поддержке Бристольского зоопарка, центр спасения и реабилитации приматов в Национальном парке Мефу близ Ялунде. Ведущий сотрудник центра — Рейчел Хоган из Бирмингема. Под её началом в парке трудятся 25 сотрудников. Мефу является одним из реабилитационных центров PASA (Pan African Sanctuary Alliance).
Наибольшей угрозой для исчезающих видов приматов, включая горилл и шимпанзе, является незаконная охота на них, достигшая коммерческих масштабов.
До 80—90 % шимпанзе в Африке погибло в результате такой незаконной охоты и вырубки лесов. Есть вероятность, что без серьёзных усилий по их сохранению, шимпанзе и другие обезьяны в Камеруне вскоре могут быть уничтожены. Крис Митчелл полагает, что при нынешних темпах охоты шимпанзе и несколько видов других крупных млекопитающих исчезнут в Центральной Африке уже в течение ближайших десяти лет или быстрее.
Общее число человекообразных обезьян (горилл и шимпанзе) за последние 50 лет сократилось, по меньшей мере, на 50 %.
В Мефу созданы безопасные и максимально приближенные к естественной среде обитания условия для спасения и реабилитации сирот обезьян, родители которых были убиты браконьерами. Осиротевшие детеныши, как правило, не выживают в джунглях, и даже, будучи пойманными охотниками для продажи в качестве домашних животных, часто умирают в течение нескольких дней от голода и болезней.
В 2008 году Рейчел Хоган была удостоена международной премии за «выдающийся вклад в защиту и сохранение животных».
О работе Рейчел и Ape Action Africa в национальном парке сняты документальные сериалы Going Ape и Going Ape−2 телеканала Animal Planet.
Ape Action Africa работает с местным сообществом, в том числе с детьми, осуществляя просветительскую деятельность и реализуя образовательные программы для повышения осведомленности местного населения о важности долгосрочной защиты находящихся под угрозой исчезновения приматов и необходимости создания для них подходящей и безопасной среды обитания.